# Chapelle de Quincy
La chapelle de Quincy, est un édifice religieux, située au lieu-dit de Quincy, sur la commune de Mieussy en Haute-Savoie.

## Histoire
La chapelle est inaugurée en 1957, les habitants décident de bâtir une chapelle en plots.
Couverte en tuiles rondes, avec un petit clocheton, elle est la seule des cinq chapelles de la commune à être électrifiée.
De nombreuses personnes aidèrent à son édification soit par leurs dons financiers, de terrain, dont matériaux et leur travail bénévole pendant les travaux de terrassement, béton, charpente.
Cet édifice est dédié au Bienheureux François Jaccard, né à Onnion en 1799, prêtre en Cochinchine, arrêté, torturé, étranglé pour sa foi le 21 septembre 1838 et canonisé par le pape Jean-Paul II le 19 juin 1988.
Une chapelle lui est également dédiée à Sévillon, au village de son enfance.